# 太平洋集団安全保障構想
太平洋集団安全保障構想（たいへいようしゅうだんあんぜんほしょうこうそう）は、冷戦初期の1950年代に東アジア地域などにおける共産主義の台頭を抑えようとした集団安全保障の構想。

## アメリカの防共体制
第二次世界大戦後の1950年に始まった朝鮮戦争は東アジア地域に冷戦構図をもたらした。アメリカは特に国共内戦を経て1949年に成立した中華人民共和国とアジアにおける共産主義の影響力増大に対して警戒し、1951年8月にフィリピンと米比相互防衛条約、1951年9月に日本国との平和条約と同時に締結された日本との日米安全保障条約(1960年に日本国とアメリカ合衆国との間の相互協力及び安全保障条約として改定)、1953年10月に韓国と米韓相互防衛条約などの共同防衛体制を築いた。

## 太平洋同盟
1949年にヨーロッパでもソ連に対抗して北大西洋条約機構（NATO）が成立した。1949年2月、フィリピンがNATOを模して反共闘争のための太平洋同盟 (Pacific Pact、または太平洋条約)を提唱、これに台湾（中国国民党）の蔣介石、韓国の李承晩が賛同した。しかし、1949年5月、アメリカはアジアの国内紛争が解決されるまではこの同盟は形成されないし、また蔣介石や李承晩はアメリカの軍事援助を得るためにフィリピンなどを利用しているにすぎないと批判して賛同しなかった。なおフィリピンのキリノ大統領はこの時点で日本を含めれば極東諸国の対日不信も軽減できるとして提唱し、駐比アメリカ大使トマス・ロケットも日本の復帰によってアメリカの負担も軽減できるとしてこれを高く評価した。

### デイヴィーズの六カ国条約案
1949年7月にはアメリカ国務省のジョン・デイヴィーズ(John P.Davies,Jr.)がアメリカ、フィリピン、オーストラリアの三国での防衛条約、さらに対日講和条約締結後には日本、カナダ、ニュージーランドも含めることを提唱した。

### その後の米英の評価
1949年7月8日には蔣介石とキリノ大統領はバギオで会談し、反共集団安全保障を訴え、韓国もこれに賛同した。しかし、アメリカ国務省は、蔣介石、李承晩、キリノ大統領いずれもそれぞれの内政不安定を解消するために外交的業績をつくるために提唱しているにすぎないと批判し、またアメリカ国務省極東局は蔣介石、李承晩、キリノによる連合は実現されたにしても脆弱で失敗に終わる可能性が高いと解釈した。また英連邦諸国も、メイベリー・デニング(Sir Mabely E.Dening)イギリス外相は「信頼を失った中国の総統、評判のあまりよくないフィリピン政治家、そして危なっかしい韓国の指導者という組み合わせを基盤にした太平洋条約構想など、ばかげたもの」として痛烈に批判した。フィリピン内部でもキリノ構想には批判が多かった。
1949年8月5日にはアメリカは中国白書
を発表し、蔣介石への軍事援助を打ち切るとした。1949年8月6日には、蔣介石が訪韓し鎮海で李承晩と会談し、反共宣言を出した。

### ロムロ提案:東南アジア連合
一方、フィリピンのロムロ国連大使はキリノ大統領と蔣介石との提携は「ばかげたへま」「重大な過ち」と批判したうえで、太平洋同盟とは別にニュージーランド、タイ、インド、ビルマ、セイロン、インドネシア等と東南アジア連合(Southeast Asian Union,SEAU)を提唱した。しかし、インドはこれに消極的な態度を示した。

## 太平洋安全保障条約 (ANZUS)

### 対日早期講和論からANZUSへ
アジアでの冷戦緊張が高まる1949年9月、イギリスのアーネスト・ベビン外相とアメリカのアチソン国務長官は日本との早期講和に合意する。しかし、オーストラリア、ニュージーランド、フィリピンは講和後の日本の軍国主義の台頭を恐れ、「対日防衛 defense -against-Japan aspect」の必要を唱えた。アメリカにとっても講和後の日本の動向は懸念される問題であったが、NATO型の太平洋集団安全保障体制によって在日米軍が引き続き日本に駐留すれば日本を抑制でき、「日本の防衛」と「日本からの防衛」を同時に実現できると考えるようになった。しかし、1951年1月、オーストラリア・ニュージーランドは日本と同盟国になることを拒否したため、アメリカ・オーストラリア・ニュージーランド三国の太平洋安全保障条約(ANZUS)草案が提起された。米統合参謀本部(Joint Chiefs of Staff,JCS)は、各国との個別条約は軍事行動の混乱の原因になるし、個別条約を結ぶとしたら日本以外との国と条約を締結するべきではないとして当初ANZUS案に反対したが、のちにこれを容認、締結にいたる。
欧州防衛共同体
1950年にヨーロッパではフランスのルネ・プレヴァン首相が汎ヨーロッパ防衛軍を構想する欧州防衛共同体(EDC)を提唱した。
太平洋安全保障条約
1951年9月、アメリカは、オーストラリア・ニュージーランドと太平洋安全保障条約(ANZUS)を締結し、アメリカが両国の安全保障の役割を担うことになった。

## 韓国による再提唱
朝鮮戦争が停戦した1953年1月、韓国は再び、反共集団安全保障機構としての太平洋同盟を提唱した。1953年11月27日、李承晩が台湾を訪問し、再び反共宣言を出した。朝鮮戦争の結果もあり、アメリカはこの時点では太平洋同盟に反対しなくなっていた。台湾・中華民国はアメリカに対して韓国、オーストラリア、ニュージーランド、フィリピン、日本の対共産主義圏の共同防衛条約を提案したが、韓国は日本の参加に反対した。

### アジア民族反共連盟
1954年、韓国は東南アジア反共民族代表者会議(民族反共戦線)を4月26日に開催すると発表するが、タイ、インドシナが欠席を表明し、実現されなかった。1954年2月、ジョン・E・ハル極東軍司令官が訪韓し、その際李承晩は反共戦線への援助を要求するが、アメリカ側は日本の参加なしには援助しないと拒否した。
1954年3月、ダレス国務長官はインドシナへの共産主義の浸透に対抗するために米英仏、インドシナ三国、オーストラリア、ニュージーランド、タイ、フィリピンなどによる共同防衛機構を作ることは有効とした。
1954年6月15日、韓国でアジア民族反共大会が開催、中華民国、フィリピン、ベトナム、マカオ、香港、タイが参加したが、政府関係者が出席したのは中華民国とベトナムだけであった。この日の開会式で李承晩は「共産主義に対抗する十字軍にならなければならない」と訴えた。大会最終日の6月17日にはアジア反共連盟憲章が採択され、名称はアジア民族反共連盟(The Asian People Anti-Communist League,APACL)とされた。しかしこの連盟にはアメリカは消極的で、またタイはSEATOに参加するために同じく非協力的だった。

## 東南アジア条約機構 (SEATO)
1954年9月8日、アメリカ合衆国、オーストラリア、フランス、イギリス、ニュージーランド、パキスタン、フィリピン、タイ王国の8ヵ国が反共主義の集団防衛東南アジア条約機構(SEATO)が成立した。これには韓国、中華民国は含まれなかった。

## NEATO
アメリカとしては東アジアの集団安全保障体制には日本が不可欠であったため、アメリカは東南アジア条約機構 (SEATO)に対応した北東アジア条約機構(North East Asia Treaty Organization、NEATO)、すなわち日本、韓国、中華民国、アメリカの集団安保体制を構想したが、韓国が日本の参加に反対し、実現できなかった。
米華相互防衛条約
1954年12月2日、アメリカと中華民国は米華相互防衛条約を締結。

## 構想が実現できなかった要因
太平洋集団安全保障は主に以下の理由により、失敗に終わる。
- イギリスはNATO型のアジア共同軍事防衛体制には米英の参加が不可欠であるが、東南アジアにおける国境紛争や内紛、インドシナやインドネシアの独立問題、また各国での政情不安といった問題から時期尚早として反対した[2]。
- オーストラリアは中華民国、韓国を含める事に反対した[2]。
- ニュージーランドは構想実現後にアジア諸国から経済負担を要求される懸念から反対した[2]。
- アメリカは東南アジア条約機構 (SEATO)を実現するが、フランスが日本、韓国、中華民国の参加に反対した[1]。
- インドは共産主義を支持しないが共産主義国家に対して攻撃的な態度をとることもしないとして反対した[2]。
- 韓国は一貫して反日感情のため日本の参加に反対した[1]。
- 日本の左派勢力・世論は、再軍備に消極的な態度を示し、憲法改正を不可欠とする地域的な集団安全保障体制に参加することに積極的な用意をしなかった。

## 影響
東アジアの集団安全保障体制が構築できなかったため、以後、アメリカは二国間の共同防衛体制(米比相互防衛条約、日米安全保障条約、米韓相互防衛条約、米華相互防衛条約)を維持することになる。